# Кромидовска чешма
Чешмата паметник в Кромидово е военен паметник чешма в центъра на петричкото село, построен през 1916 година. През Първата световна война в селото е разположен щабът на Седма пехотна рилска дивизия.
През 2019 година чешмата е възстановена от община Петрич.